# دريجة بيردية
دريجة بيردية (الاسم العلمي: Calidris bairdii) (بالإنجليزية: Baird's Sandpiper)‏ هو نوع من الطيور يتبع جنس الدريجة من فصيلة دجاج الارض.